# مشفهة أنغولية
مشفهة أنغولية (الاسم العلمي:Chiloglanis angolensis) هي نوع من الأسماك تتبع جنس المشفهة من فصيلة الموشوكيات.